# Atronanus fuliginosus
Atronanus fuliginosus é uma espécie pouco conhecida de andorinha da família Hirundinidae, pode ser encontrada nos seguintes países: Camarões, República do Congo, Guiné Equatorial, Gabão e Nigéria.
A espécie foi anteriormente colocada no gênero Petrochelidon, dentro do clado de andorinhas que fazem ninhos na lama, mas sua plumagem, morfologia e comportamento de nidificação não se alinhavam bem com os de outras linhagens importantes de andorinhas. Como consequência, e também empregando abordagens filogenéticas moleculares, De Silva et al. (2018) colocaram esta espécie na árvore filogenética das andorinhas, firmemente dentro do clado ‘mud nester’, mas fora do clado correspondente a Petrochelidon. Este resultado levou De Silva et al. (2018) a documentar e descrever formalmente uma linhagem distinta e genérica de andorinhas endêmicas da região florestal da Baixa Guiné, na África Central.
De Silva et al. (2018) propuseram reconhecer a distinção desta taxodomia no nível genérico. Esta espécie foi originalmente descrita no gênero Lecythoplastes (Chapin, 1925) com a Petrochelidon preussi. Lecythoplastes foi proposto originalmente com base em preussi como espécie tipo por Reichenow (1898), e preussi se enquadra firmemente dentro de Petrochelidon em todas as suas análises filogenéticas. Assim, Lecythoplastes deve permanecer submerso em Petrochelidon; portanto, De Silva et al. erigiram um novo gênero, Atronanus, compreendendo a Atronanus fuliginosus monotípica.